# Helena Schilizzi

Helena Schilizzi-Venizelou 1921

Helena Schilizzi, auch Helena Stefanovik-Schilizzi (griechisch Έλενα Σκυλίτση; * 15. Februar 1874 in London; † 7. Dezember 1959 in Paris) war eine griechisch-britische Philanthropin und die zweite Ehefrau des griechischen Staatsmanns Eleftherios Venizelos.

## Biografie
Helena Schilizzi wurde als Tochter von Virginia Sekiari (Βιργινίας Σεκιάρη), Schriftstellerin, und Ioannis Stefanovik-Schilizzis (Ιωάννης Στεφάνοβικ-Σκυλίτσης) geboren, einem sehr wohlhabenden, griechischstämmigen Kaufmann, der in Konstantinopel zu Reichtum gekommen war und dessen Familie von der Insel Chios stammte. Helena Schilizzi wuchs in England auf und wurde dort erzogen. Nach dem Tod ihres Großvaters väterlicherseits erbte sie ein beträchtliches Vermögen.
In erster Ehe war Helena Schilizzi mit Avgoustos Argentis (Αύγουστος Αργέντης) verheiratet, von dem sie sich scheiden ließ. Später lernte sie den aus Kreta stammenden griechischen Politiker Eleftherios Venizelos in den 1910er Jahren kennen, war von seiner Politik begeistert und unterstütze ihn. Über einen längeren Zeitraum stand sie mit ihm in postalischer Verbindung, so entstand eine Freundschaft, die sie gern auch in eine intimere Verbindung verändert hätte. Er schien ihre Gefühle zu erwidern und nach seiner Wahlniederlage 1920 heiratete sie den verwitweten Politiker 1921 im engen Familienkreis in London. Das Paar ließ sich daraufhin in Paris nieder. Die Eheschließung wurde in Griechenland teilweise kritisiert, da sie mitten in den Krieg Griechenlands mit der Türkei fiel und man Venizelos vorwarf, Helena Schilizzi wegen ihres Vermögens geheiratet zu haben.
Helena Schilizzi-Venizelou, wie sie seit ihrer Heirat hieß, unterstützte ihren Mann großzügig bei seinen politischen Kampagnen und der Renovierung seines Hauses. Besonders bekannt wurde sie als Wohltäterin und Förderin vieler öffentlicher Einrichtungen in Chania auf Kreta, der Heimat Venizelos`. Dazu gehörten ein Stadion, ein Musikkonservatorium, ein Altersheim sowie ein Kinderlandhaus. Sie finanzierte sogar den Bau einer Straße sowie das Mournia-Aquädukt. Außerdem rief sie Auslandsstipendien für junge Menschen aus Chania ins Leben, die nach einer Verfügung auch über ihren Tod hinaus weiter als „Schilizzi-Stipendium“ der „Schilizzi Foundation“ für griechische und zyprische Studierende am Kings College Bestand hatten.
Ihr bekanntestes Projekt jedoch war der Bau und die Finanzierung eines Geburtskrankenhauses in Athen, das in Erinnerung an ihre beste Freundin das „Marika-Eliadi-Geburtskrankenhaus“ genannt und 1933 eröffnet wurde. Es war das erste öffentliche, griechische Krankenhaus dieser Art, hatte eine von ihr besuchte Schweizer Klinik zum Vorbild und wurde zu einem der besten Geburtskrankenhäusern im Balkan. Es besteht bis heute, allerdings heißt es inzwischen Elena-Venizelou-Geburtskrankenhaus (Νοσοκομείο - Μαιευτήριο Έλενα Βενιζέλου) nach seiner Stifterin.
Ihr Lebenswerk war die Wohltätigkeit, auch außerhalb Griechenlands. So trug sie zum Bau eines Rot-Kreuz-Krankenhauses in Paris bei und stiftete in London ein Stadion. Durch ihre Initiative wurde der Adamantios-Koreas-Lehrstuhl für Neugriechische und Byzantinische Geschichte, Sprache und Literatur am Kings College in London ins Leben gerufen. Sie schenkte dem griechischen Staat auch das Londoner Haus, in dem die griechische Botschaft war. 
1933 wurde Helena Schilizzi-Venizelou bei dem Attentat auf ihren Mann während der nächtlichen Fahrt von Kifisia nach Athen in ihrem Auto beschossen und durch Kugeln verletzt, dabei überlebte ihr Mann unbeschadet, ein Leibwächter wurde jedoch getötet. Zwei Jahre später folgte sie Eleftherios Venizelos ins Exil nach Paris, wo er 1936 starb. Zwanzig Jahre nach seinem Tod schrieb sie ein kurzes autobiografisches Buch mit ihren Erinnerungen an ihr Leben mit Venizelos mit dem Titel „Im Schatten von Venizelos“ (Στη σκιά του Βενιζέλου).
Sie starb allein und vergessen 1959 in einem Hotelzimmer in Paris.
Der Platz direkt vor dem Eingang des Elena-Venizelou-Geburtskrankenhauses wurde nach ihr benannt, sodass die Postadresse Elena Venizelou Platz 2 ist.